# Parlement de Normandie

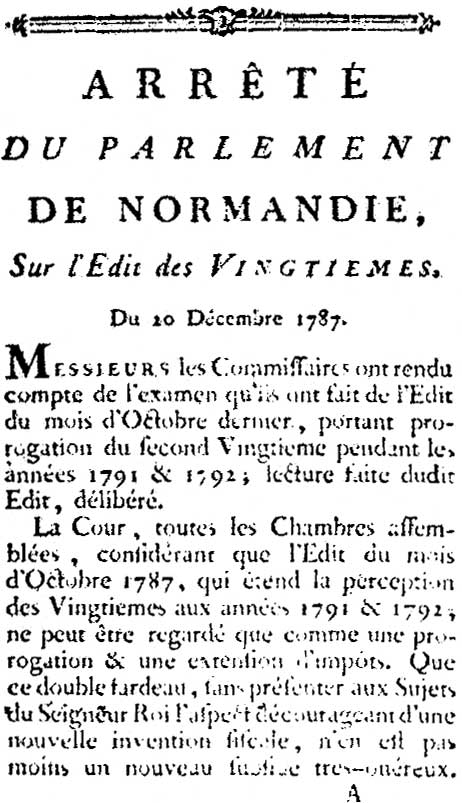
Un arrêté du Parlement de Normandie de 1787.

Le Parlement de Normandie, appelé aussi Parlement de Rouen, est un parlement de l'Ancien Régime.

## Historique
Érigée en cour souveraine et rendue sédentaire à Rouen par une ordonnance de Louis XII en avril 1499, le nom de cette cour fut changé d’« échiquier » en celui de « parlement » par François Ier à son avènement en 1515.
Le Parlement de Rouen comprenait dans son ressort les sept grands bailliages de Normandie de Rouen, Caudebec-en-Caux, Évreux, Les Andelys, Caen, Coutances et Alençon (Jersey et Guernesey n'ayant pas été rattachés au domaine royal français en 1204, et ayant été définitivement annexés à la couronne d'Angleterre après la guerre de Cent Ans).
Il était alors composé de quatre présidents, dont le premier et le troisième étaient clercs et les deux autres laïcs, de treize conseillers clercs et de quinze conseillers laïcs, de deux greffiers, l’un pour le civil, l’autre pour le criminel, d’un huissier audiencier et six autres huissiers, et de deux avocats généraux et d’un procureur général. Suivant les lettres de l’an 1507 accordées par Louis XII, l’archevêque de Rouen et l’abbé de Saint-Ouen étaient conseillers d’honneur nés au parlement.
Lorsque la cour de l’échiquier fut rendue perpétuelle, elle fut divisée en deux chambres, l’une pour juger le matin et l'autre pour l'après-midi. Cette seconde chambre a ensuite été appelée la première des enquêtes. La chambre de la Tournelle, chargée des affaires criminelles, fut bâtie en 1519 et la chambre des vacations ne sera établie qu’en 1547. Jusqu’au 1er octobre 1506, le Parlement de Normandie tint ses séances au château de Rouen, puis dans le palais dont la construction avait été commencée dès 1499 et qui ne fut pourtant achevé que longtemps après.
Plusieurs rois de France ont tenu des lits de justice au parlement de Normandie. Charles VIII en tint un le 27 avril 1485 et y confirma les privilèges de la Normandie. Louis XII y vint accompagné des principaux officiers de sa cour le 24 octobre 1508. Le 2 août 1517, François Ier y tint, accompagné du chancelier Duprat et de plusieurs officiers de sa cour, un lit de justice. Quelques jours après, le dauphin vint au parlement, où on lui rendit les mêmes honneurs qu’au roi même, ainsi que François Ier l’avait ordonné. Au mois de janvier 1518, il accorda au Parlement de Normandie les mêmes privilèges dont jouissait celui de Paris, et, par un autre édit du mois de février suivant, il lui accorda une exemption temporaire de l’arrière-ban.
Le 8 octobre 1550, Henri II tint lit de justice au parlement de Rouen, accompagné de cardinaux, du roi de Navarre Henri II, de plusieurs ducs, du connétable Anne de Montmorency, de l’amiral, du duc de Longueville, du chancelier Olivier, et de plusieurs autres seigneurs. Charles IX s’y fit déclarer majeur, étant accompagné du chancelier Michel de L'Hospital.
En 1523, François Ier accorda au Parlement l’exemption de la gabelle et ordonna qu’il serait délivré, à chacun de ses officiers et à sa veuve, autant de sel qu’il en faudrait pour sa maison, sans en fixer la quantité, en payant seulement le prix du marchand, à condition de ne pas abuser de ce privilège.

Carte des Parlements en 1789.

En 1540, le chancelier Guillaume Poyet ayant indisposé le roi contre le Parlement de Rouen, celui-ci fut interdit. Des commissaires furent nommés pour la Tournelle, et un président et douze conseillers envoyés à Bayeux, pour rendre la justice aux sujets de la Basse-Normandie jusqu’à ce que le roi lève son interdiction ; et voulant donner aux officiers de cette cour une marque de la satisfaction qu’il avait de leur conduite, en juin 1542, il leur rendit, par un édit, l’exemption de l’arrière-ban de 1518 générale et perpétuelle.
La ville de Rouen, favorable à la Ligue catholique, se souleva contre Henri IV. En février 1589, le nouveau roi transféra par un édit du mois le parlement de Normandie dans la ville de Caen qui lui était resté fidèle. Le 20 juin 1589, les magistrats, menés par Claude Groulart, font leur entrée dans la ville. Il siège dans l'auditorium de théologie de l'université de Caen, puis dans la grande salle du couvent des Cordeliers. Une fois la paix rétablie, le Parlement fut finalement rétabli à Rouen par un autre édit en date du 8 avril 1594, malgré les efforts des échevins caennais pour le conserver dans leur ville. Interdit à nouveau de fonctions en 1639, pour ne s’être pas assez fortement opposé à la révolte des Nu-pieds, il fut remplacé par des commissaires du Parlement de Paris jusqu’à son rétablissement par un édit de janvier 1641.
En 1560, le parlement de Normandie fut supprimé avec les autres parlements de province avant d’être rétabli au mois de juin 1568 par Charles IX. En avril 1545, François Ier établit une chambre criminelle chargée de juger les affaires touchant les protestants qui fut remplacée par une chambre de l’édit, en vertu de l’exécution de l’édit de Nantes d’avril 1598, à son tour supprimée en janvier 1685 avec l’édit de Fontainebleau. Composée à l’époque de 57 conseillers et de deux présidents, un édit du mois de juillet 1680 créa une seconde chambre des enquêtes, à la suite de quoi le Parlement de Rouen fut composé, jusqu’à la Révolution, de cinq chambres, la grand-chambre, la Tournelle, deux chambres des enquêtes et la chambre des requêtes du palais.
C’est au parlement de Normandie que se tinrent à partir de 1728 les assemblées générales des députés des différentes cours et autres notables pour les affaires publiques, comme pour les besoins des hôpitaux et autres nécessités.
Comme tous les Parlements de province, celui de Normandie constituait un contre-pouvoir à l'absolutisme royal. Pour enrayer la résistance de ces cours souveraines de justice, Louis XV et son chancelier Maupeou mirent en œuvre une vaste réforme judiciaire en 1771 en délocalisant les Parlements. Celui de Normandie laissa la place à deux « cours de justice supérieure » à Rouen et à Bayeux.

## Organisation

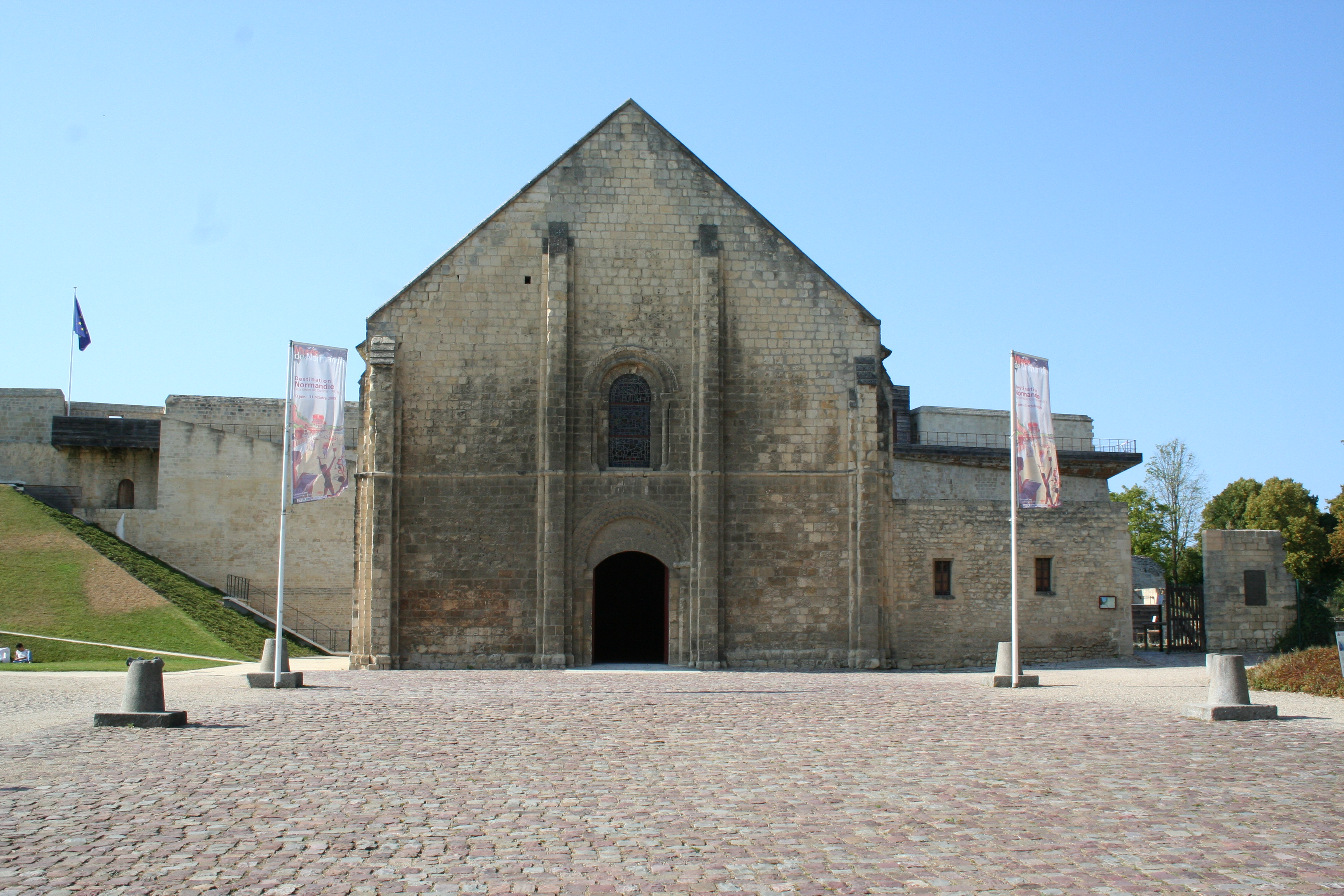
La salle dite de l’Échiquier dans le château de Caen.

La grand-chambre était composée du premier président et deux autres présidents à mortier, trois conseillers d’honneur nés, qui étaient l’archevêque de Rouen, l’abbé de Saint-Ouen et le marquis de Pont-Saint-Pierre. Il y avait aussi quelquefois d’autres conseillers d’honneur, tels que l’évêque de Séez ; outre ces conseillers d’honneur, il y avait vingt-huit autres conseillers, dont huit clercs et vingt laïcs.
La Tournelle se composait de trois présidents à mortier, de six conseillers de la grand-chambre, de six de la première des enquêtes et autant de la seconde, lesquels changeaient à tous les appels des bailliages. Chaque chambre des enquêtes se composait de deux présidents à mortier et de vingt-huit conseillers, entre lesquels il y en a neuf clercs, distribués dans les deux chambres. La chambre des requêtes du palais se composait de deux présidents et de onze conseillers. Il y avait un greffier en chef du parlement et quatre notaires secrétaires du roi près ce parlement, un greffier des affirmations, un greffier de la Tournelle, un greffier pour chaque chambre des enquêtes et aux requêtes du palais un greffier en chef et un commis greffier. Le parquet se composait de deux avocats généraux et d’un procureur général et neuf substituts, qui faisaient la fonction d’avocats du roi aux requêtes du palais. Les huissiers du parlement étaient au nombre de huit, sans compter le premier huissier ; il y avait en outre trois huissiers aux requêtes. Il y avait plus de cent avocats et cinquante-six procureurs.
La chancellerie près le parlement de Rouen fut établie par édit du mois d’avril 1499, lors de l’établissement de l’échiquier, en cour souveraine et sédentaire à Rouen et l’office de garde des sceaux fut donné au cardinal d’Amboise. Son neveu Georges II d'Amboise, cardinal et archevêque de Rouen, lui succéda à cet office. Au mois d’octobre 1701, une chancellerie près la cour des aides fut créée qui, par un autre édit du mois de juin 1704, fut unie à celle du parlement. Elle se composait d’un garde des sceaux, de quatre secrétaires du roi audienciers, de quatre contrôleurs, de deux secrétaires du roi, receveurs et payeurs des gages, huit référendaires, sept gardes minutes et trois huissiers.